# Битва біля Підни (148 р. до н. е.)
Битва при Підні відбулась в 148 до н. е. між римськими військами і силами македонського лідера Андріска. Римське військо, яке вів Квінт Цецилій Метелл Македонський, перемогло в цій сутичці. Ця битва стала вирішальною у Четвертій Македонській війні.
В битві при Підні останній раз у військовій історії використовувалась македонська фаланга.

## Причини
Війна почалась, коли самозванець Андріск переміг підданих в Македонії, після чого титулував себе королем, перемігши й римське військо, яке прямувало, щоб зупинити його. 

Тоді, щоб зупинити самозванця, було відправлено римське військо. Римський полководець Квінт Цецилій Метелл вирішив здійснити як сухопутний, так і морський наступ, змусивши Андріска зайняти оборонну позицію поблизу Підни, де полководець римської армії вступив у бій і завдав Андріску нищівної поразки. 